# Assaut de l'hôpital Al-Shifa
Pendant Siège de Gaza (2023-2024)
Les assauts de l'hôpital Al-Shifa ont lieu pendant la guerre à Gaza depuis 2023. L'hôpital subit d'abord un siège et une attaque en novembre 2023, puis un second assaut en mars 2024.

## Assaut de novembre 2023
Dans la nuit du 14 au 15 novembre, vers 2h du matin, des soldats israéliens assiègent l'hôpital Al-Shifa, appuyés par des chars d'assaut et des bulldozers. Cet hôpital est le plus important et le plus grand dans la bande de Gaza. L'armée israélienne soupçonne ce dernier d'être un site militaire stratégique du Hamas, et d'y retenir captifs des otages israéliens. Selon l'Organisation des Nations unies, environ 2 300 personnes, dont des patients, des soignants et des déplacés se trouvent alors dans ce complexe hospitalier.
Après avoir encerclé le complexe, des soldats ordonnent par haut-parleurs à tous les hommes âgés de 16 à 40 ans de quitter les bâtiments et de se rendre dans la cour, tandis que les patients, les femmes et le personnel soignant ont ordre de rester à l'intérieur. Des échanges de tirs ont par la suite lieu à l'intérieur du complexe opposant des soldats israéliens et des combattants du Hamas, faisant plusieurs victimes. 
L'armée israélienne prétend y trouver des armes ainsi que des preuves que l'hôpital ait été utilisé pour détenir des otages. Elle y aurait éliminé des combattants du Hamas.
Le journaliste spécialiste du Moyen-Orient Georges Malbrunot analyse au contraire que ces preuves sont largement insuffisantes, et tendraient plutôt à démontrer qu'Israël s'est trompée de cible.
Le 19 novembre, l'armée israélienne annonce avoir découvert un tunnel long de 55 mètres utilisé par le Hamas sous l'hôpital Al-Shifa.  

## Assaut de mars 2024
Durant l'assaut de mars 2024, l'armée israélienne détruit une partie importante de l'hôpital et du matériel médical. Au moins 115 lits et 14 incubateurs sont détruits, le centre de production d'oxygène est détruit.
Les patients manquent de nourriture, d'eau, de soins et de produits d'hygiène. Entre le 25 mars et le 1er avril, l'armée israélienne empêche 6 fois à l'Organisation mondiale de la santé d'évacuer les patients.

## Poursuites légales
La fondation Hind Rajab a déposé plainte en Équateur contre le soldat israélo-équatorien Sahar Enrique Cohen pour sa participation aux crimes de guerre à Gaza, dont l’assaut de l'hôpital Al-Shifa du 18 mars 2024.